# 中元
中元（ちゅうげん）は、道教に由来する年中行事で三元の1つ。仏教では盂蘭盆節（うらぼんせつ）と呼ぶ。もともと旧暦の7月15日に行われていたが、現代の日本では新暦の7月15日または8月15日に行われる。この時期に、世話になった人々に贈り物をする習慣を特に「お中元」とも呼ぶ。
中国では、旧暦7月15日を鬼節と呼び、旧暦7月を鬼月として、祖先の霊が下界に出てくると考えいる。 清明節（春）や重陽節（秋）のように、現世の子孫が亡くなった祖先に敬意を表するのとは異なり、亡くなった祖先が生きている人に会いに来るとされる。
その15日目には、天界・地獄・現世の世界がつながり、道教および仏教においては、故人の苦しみを浄化するための儀式を行う。鬼月の本質は死者への崇拝であり、伝統的に子孫の親孝行は死後も祖先に及ぶとされている。清明節と鬼節の違いは、清明節では同世代と若い世代を含めたすべての故人に敬意を払うのに対し、鬼節では古い世代にしか敬意を払わない点である。中元においては、紙製の船や灯篭を川に流すことがあるが、これは祖先の失われた霊に道しるべを与えるという意味がある。

## 歴史
中元は三元の一つで、地官大帝（もしくは赦罪大帝。舜と同一視される）の誕生日であり、様々な罪が赦される贖罪の行事が催される。また、地官大帝は地獄の帝でもあるため、死者の罪が赦されるよう願う行事も催される。
中国仏教では、この日に祖霊を供養する盂蘭盆会を催すようになった。仏弟子の目連が毎年、亡母を供養した日とされるが、原始仏教には祖霊供養の習慣はなく、中国で生まれた創作話であり、日付も中元に付会させた後付けとされる。なおインド仏教には盂蘭盆（ウランバナ、倒懸）という用語はあるが、これは年中行事とは関係ない哲学的概念であり、行事としての盂蘭盆会は中国起源である。盂蘭盆会は中元と習合し、一体化した。
日本では、盂蘭盆会は道教を通じて習合し、お盆の行事となった。江戸時代には、盆供（先祖への供物）と共に、商い先や世話になった人に贈り物をするようになり、この習慣を特に中元と呼ぶようになった。

## 時期
日本以外では旧暦7月15日である。日本では明治の改暦により、お盆のように、地域により7月15日または8月15日となった。
大まかに言えば、東日本（特に関東）では7月15日、西日本（特に関西）では8月15日だが、全国的には7月15日が標準とされ、8月15日のお中元を「月遅れ」と呼ぶ。ほとんどの地域でお盆と同じ日付だが、異なる地域もあり、関東地方の一部ではお中元は7月15日だがお盆は8月15日である。
ただし、贈答はこの日付ちょうどでなくとも、この日付までに送ればいい（特に配送の場合）。少々の遅れも格段問題とはされず、「月初めから15日ごろまで」等とされる。

## 習俗

### 日本

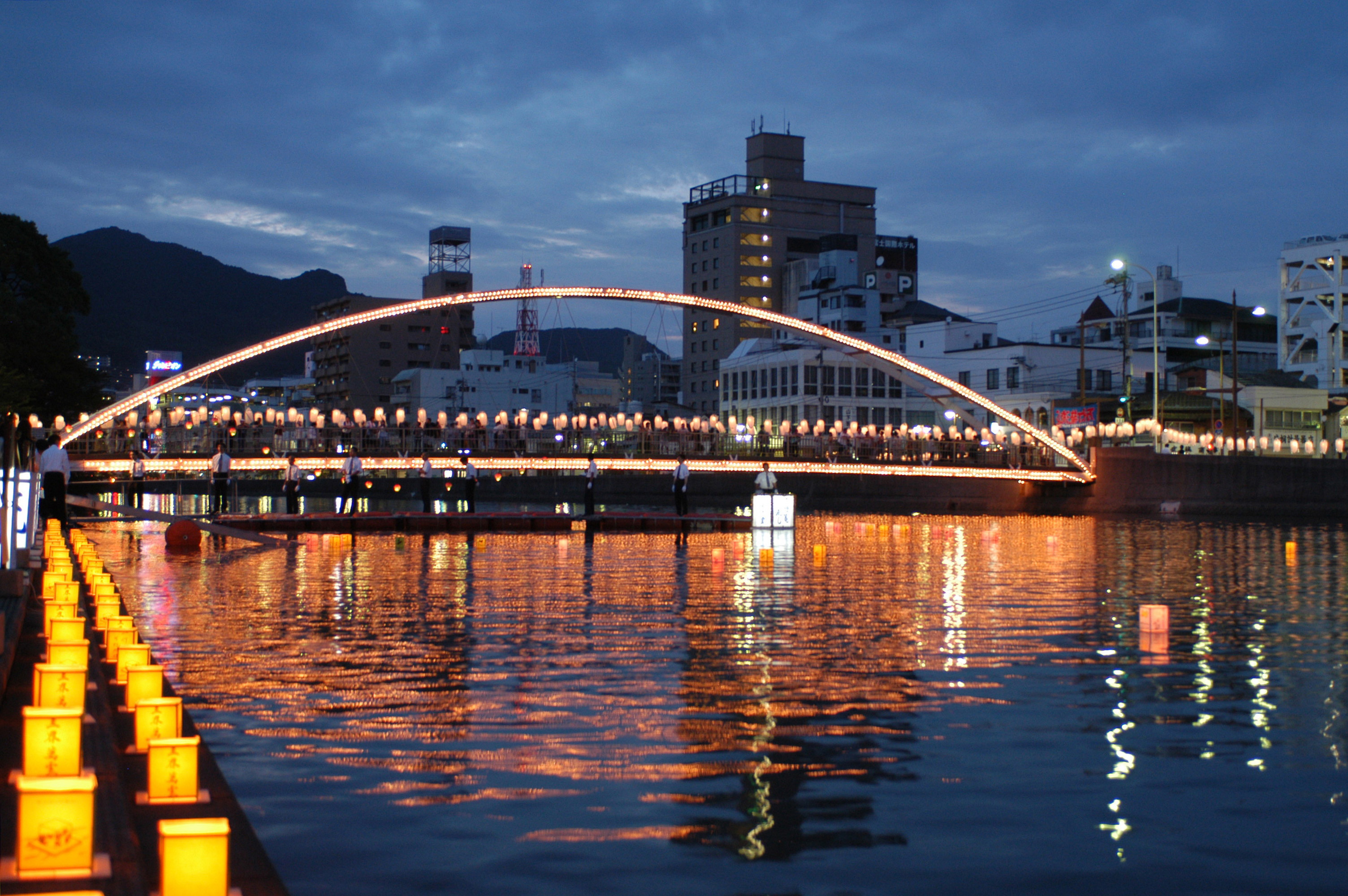
佐世保川の灯篭流し

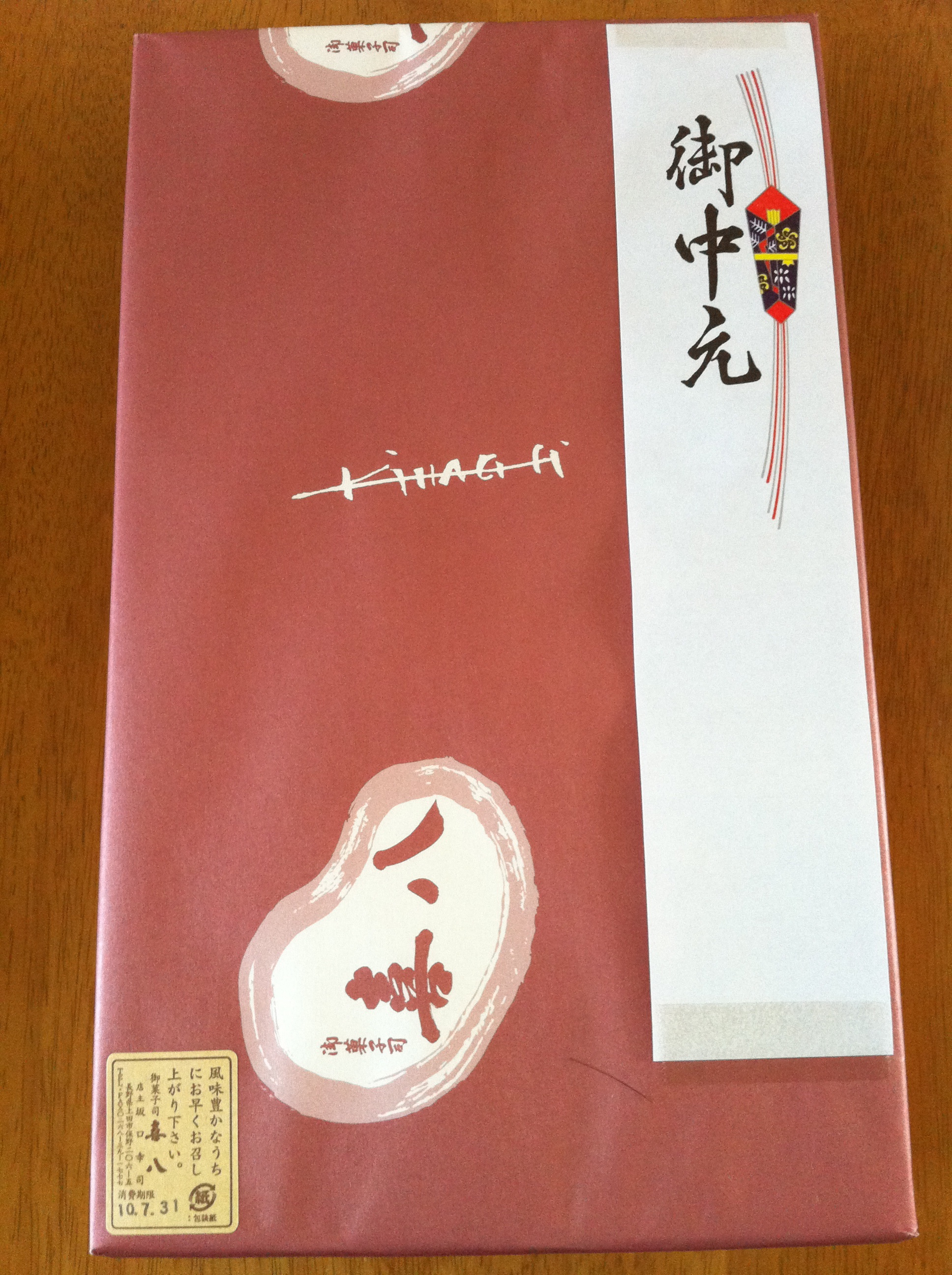
御中元の贈り物

世話になった人々や、仕事で付き合いがある人々に、贈り物をする。江戸時代に風習として定着した。現代では形式的な贈答を互いにやめる人・企業も多い。お中元の市場規模は約7821億円（2018年時点の矢野経済研究所による推計）で、年々減少傾向にある。
表書きの文面や、季節の品揃えを別にすれば、歳暮とおおよそ同じである。
中元の時期が過ぎた8月下旬から9月上旬にかけて、売れ残った中元用ギフトの商品をバラ売りする「解体セール」が百貨店やスーパーマーケットなどにて行われている。

### 中国

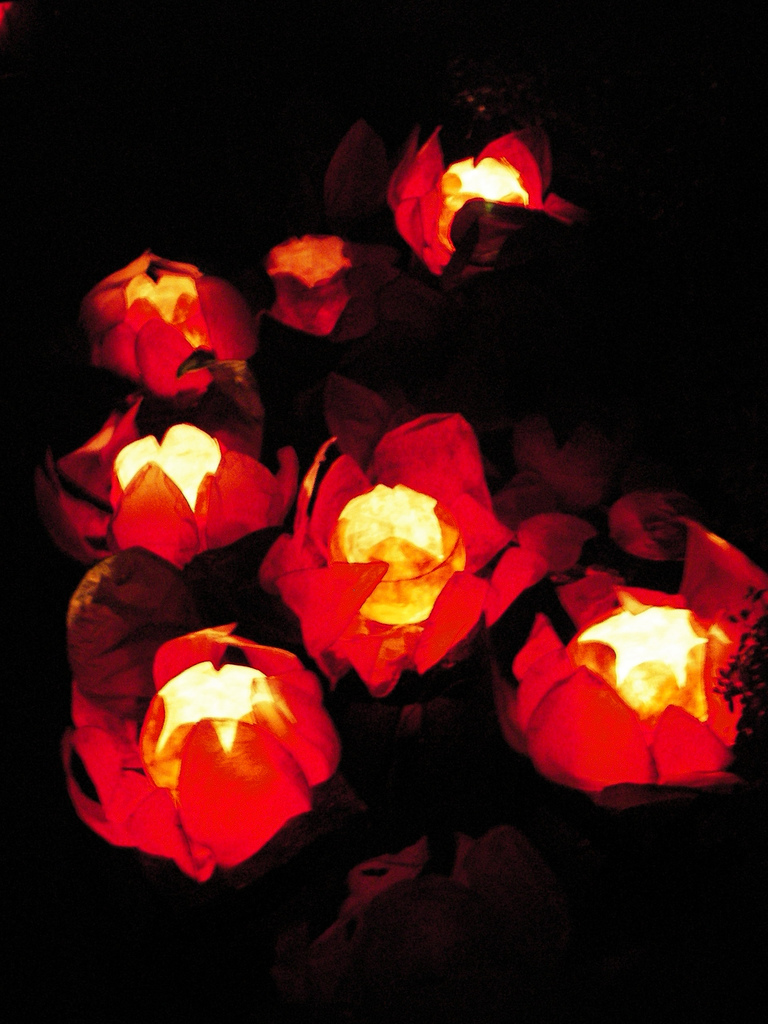
川に流される灯篭（中国）

盂蘭盆会と習合しており明確には区別できない。ただし、盂蘭盆会は仏教行事であるため祖霊供養だが、中元では祖霊に限らず供養する。中元を称するイベントとしては、閩南（福建省南部）で中元祭が催される。

### 台湾
基隆と虎尾の中元祭などが知られる。